# Glavica (żupania zadarska)
Glavica – wieś w Chorwacji, w żupanii zadarskiej, w gminie Sukošan. W 2011 roku liczyła 185 mieszkańców.